# Бластикотома папоротниковая

Пена, выделяемая личинками пилильщика Blasticotoma filiceti на кочедыжнике (Athyrium filix-femina)

Бластикотома папоротниковая, или стеблевой пилильщик кочедыжниковый, или папоротниковый пилильщик (лат. Blasticotoma filiceti) — вид сидячебрюхих перепончатокрылых из группы пилильщиков семейства Blasticotomidae (Tenthredinoidea).

## Распространение
Транспалеарктический вид с разорванным ареалом. Палеарктика (Россия, Япония), от Западной Европы до Дальнего Востока. На территории Украины вид известен в Закарпатской, Львовской, Житомирской, Киевской, Черниговской областях.

## Описание
Длина от 7 до 9,5 мм. Тело чёрного цвета, ноги жёлтые. На передних крыльях имеется 2r, анальная ячейка у основания заужена. У личинок развиты только грудные ноги.

## Жизненный цикл
Самцы были отловлены только в Японии, а также на Дальнем Востоке. Liston предполагает наличие партеногенеза у пилильщиков этого вида на территории Европы.
Личинка олигоподиального типа, имеет нормально развитые шестичлениковые грудные ноги (на трёх грудных сегментах), при этом брюшные ноги отсутствуют, а на их месте имеются лишь желваки. На 8-м и 9-м брюшных сегментах с дорсальной стороны имеются заострённые мягкие выросты. Последний сегмент брюшка личинки окаймлён зубцами и имеет слегка вогнутую форму.
Личинки развиваются в черешках листьев папоротников (в том числе на кочедыжнике женском, щитовнике шартрском и страуснике; в европейской части ареала встречается преимущественно на орляке), часто образуют вокруг выходного отверстия пену (как у цикадок-пенниц). Обитают поодиночке или по несколько особей (при этом близко расположенные ходы личинок иногда соединяются) в коротких (немного длиннее самого тела) ходах в черешке вайи папоротников и питаются его соком. Ходы могут располагаться как в нижней, так и в облиственной части черешка папоротника. Подросшие личинки через отверстия, которые они прогрызают в черешке, секретируют пенистые выделения, которые образуют комки размером от лесного до грецкого ореха и внешним видом напоминают взбитый белок яйца. Со временем пена буреет.
Между личинками пилильщиков Blasticotoma filiceti и муравьями (Formica — 7 видов, Camponotus — 2, Lasius — 2, Myrmica — 3) на территории Европейской части России, Германии, а также в Западной Сибири выявлены трофобиотические отношения. Личинки пилильщиков, посещаемые муравьями, значительно меньше страдают от грибковых и бактериальных инфекций, поражающих их самих или ткани питающего их папоротника. Трофобиотические отношения личинок с муравьями становятся возможными после того, как личинки проделывают отверстия в вайе папоротника и у муравьев появляется возможность собирать их выделения. Муравьи посещают личинок пилильщика с июля до конца августа. При этом они значительно реже посещают личинок, обитающих в щитовнике.
Развитие личинки происходит в июне-августе. Зрелая личинка покидает свой ход и закапывается в почву, где зимует. Окукливаются личинки весной в почве в грунтовых ячейках без кокона. Взрослые насекомые, в отличие от личинок, встречаются крайне редко, возможно, это связано с кратковременностью времени их лёта, который происходит в последней декаде мая — июне. Самки откладывают яйца в черенки папоротников.

## Охрана
Вид включён в Красную книгу Украины, как «редкий». Причиной изменения численности на территории страны является применение пестицидов для борьбы с вредителями леса.
Также внесён в Красную книгу Москвы (редкий на территории Москвы, где обнаружен только на Лосином Острове.) На Лосином Острове вид встречается на нескольких участках с ограниченной площадью. Численность на данной территории значительно колеблется из года в год. Лимитирующими факторами выступают изменение места обитания вида, уничтожение нижних ярусов лесной растительности, рекреационная деградация населяемых биотопов.